# Plug and Play
Plug and Play (PnP) (în traducere: conectează și utilizează) este o tehnologie care facilitează recunoașterea și configurarea hardware din calculator. Plug and Play funcționează între hardware și firmware, drivere, sistem de operare și aplicații în etapa de pornire a sistemului și identifică și configurează automat dispozitivele periferice sau cardurile de expansiune atunci când sunt conectate. Termenul „plug and play” a fost introdus în martie 1993 în cadrul Windows Hardware Engineering Conference de Microsoft, Intel și Compaq. 
Exemple de dispozitive plug and play:
- Monitorul calculatorului
- Hard disk extern
- Gamepad sau joystick
- Tastatură
- Mouse
- Flash Drive USB
- Cameră web
- Card de expansiune

Pentru ca plug and play să funcționeze corect, sistemul trebuie să includă următoarele cerințe:
- BIOS care acceptă plug and play. (Specificațiile BIOS și PnP au fost dezvoltate în comun de Compaq, Intel și Phoenix Technologies).
- Sistem de operare care acceptă PnP. (Se găsește în majoritatea sistemelor de operare moderne după Windows 95).
- Un dispozitiv periferic conceput pentru a suporta PnP.[2][3]

## Istoric
Primul sistem care a folosit plug and play a fost MSX, lansat în 1983 de Microsoft și ASCII Corporation. MSX dispunea de un sistem special de sloturi și sub-sloturi, în care fiecare card suplimentar avea propriul spațiu de adrese virtuale, prevenind astfel conflictele cu dispozitivul. 
În 1984, MIT a dezvoltat arhitectura NuBus având configurație complet automată a dispozitivului. NuBus a permis conectarea perifericelor de pe diferite platforme, cu secvențe de octeți diferiți care nu erau compatibile cu alte sisteme. Deoarece fiecare dispozitiv a necesitat un cip de asistență, NuBus nu a primit suport larg.

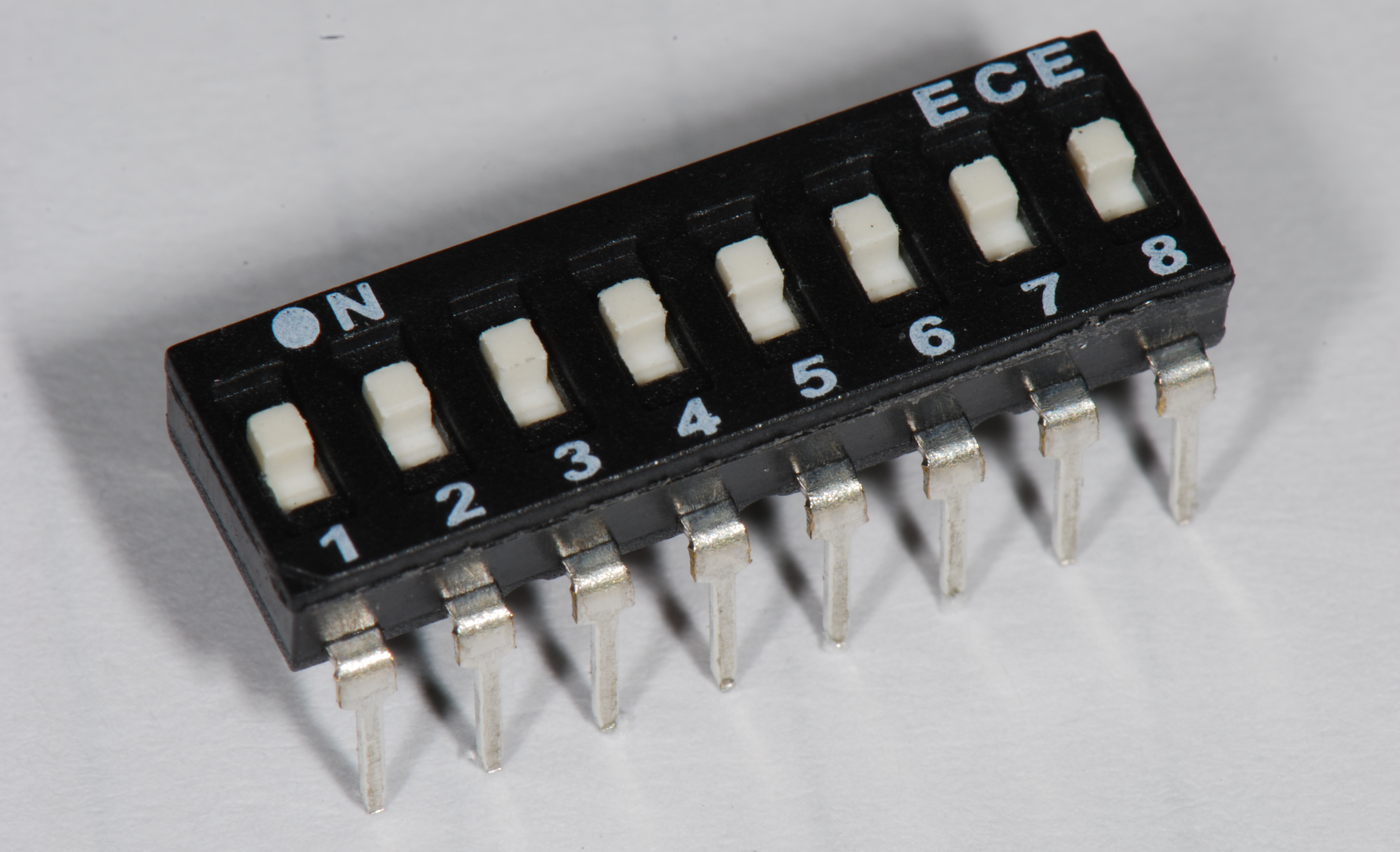
Comutator DIP

În 1986, Commodore include în sistemul de operare AmigaOS versiunea 1.2 al calculatoarelor Amiga, protocolul AutoConfig și magistrala de expansiune Zorro. La fel ca NuBus, Zorro nu avea jumperi sau comutatoare DIP. Arhitectura Zorro nu a fost utilizată în afara liniei de produse Amiga, dar a fost îmbunătățită treptat în generațiile viitoare de computere Amiga.
IBM a lansat în 1987 un upgrade la computerul PS/2 cu arhitectura Micro Channel, care permitea ca sistemul să se autoconfigureze complet. 
Din 1990, o tehnologie similară a fost adoptată de Apple Macintosh și de calculatoarele personale IBM compatibile.
În 1992, a fost lansat Yggdrasil Linux, prima distribuție Linux cu autoconfigurare hardware. Yggdrasil a fost și prima distribuție Linux live CD.
Microsoft a inclus plug and play ca una dintre caracteristicile principale ale sistemului său de operare lansat în 1995, Windows 95. 

## Interfețe plug and play
Marea majoritate a interfețelor și sistemelor de operare acceptă procedurile Plug and Play. Acestea include:
- AGP
- IDE
- ISA
- FireWire
- PCI, Mini PCI
- PCI Express, Mini PCI Express
- Thunderbolt
- PCMCIA, PC Card, ExpressCard
- SATA
- SCSI, Serial Attached SCSI
- USB
- D-Sub
- DVI
- HDMI
- PS/2
- USB [5]